# Geoffrey Dennis
Geoffrey Pomeroy Dennis (* 20. Januar 1892 in Barnstaple; † 15. Mai 1963) war ein britischer Schriftsteller, der 1930 mit dem Hawthornden-Preis ausgezeichnet wurde.

## Leben
Dennis war das jüngste Kind des Lebensmittelhändlers Thomas Austen Dennis (1844–1926) und seiner zweiten Frau Annie geb. Handford (1853–1892). Die Familie gehörte den „Offenen Brüdern“ an.
Nach seinem Schulabschluss arbeitete Dennis drei Jahre im Büro eines Immobilienmaklers, studierte dann in Oxford und diente im Ersten Weltkrieg. Von 1920 bis 1937 arbeitete er beim Völkerbund in Genf, zuletzt als Chefredakteur und Leiter der Dokumentenabteilung. Anschließend war er Leiter der italienischen Abteilung des europäischen Dienstes der BBC. Von 1949 bis 1957 wirkte er als englischer Redakteur bei der UNESCO in Paris.
Sein erster Roman Mary Lee (1922) schildert die Kindheit und Jugend eines Mädchens, das in den 1850er und 1860er Jahren im selben religiösen Milieu aufwächst wie später der Autor. Für seinen Roman The End of the World erhielt Dennis 1930 den renommierten Hawthornden-Preis. In dem Buch befasst er sich aus zeitgenössischer Sicht mit einem möglichen Ende der Welt. 1937 folgte das Buch Coronation Commentary, eine kritische Darstellung der Krönung von Eduard VIII. im Jahr 1936, das ihm eine Verleumdungsklage von Winston Churchill einbrachte.
Im selben Jahr arbeitete Dennis unter dem Pseudonym „Barum Browne“ mit dem Schriftsteller Hilary Saint George Saunders zusammen. Zuletzt erschien 1957 sein autobiografisches Buch Till Seven beim Verlag Eyre & Spottiswoode.

## Familie
1926 heiratete Dennis die Völkerbund-Sekretärin Doris Ethel Hall (* 1898), die jedoch bereits im folgenden Jahr in Genf verstarb. 1928 schloss er in London eine zweite Ehe mit Imogene Lucy Cristina Maria Rossetti Angeli (1904–1993), einer Enkelin von William Michael Rossetti und Lucy Madox Brown. Sie bekamen zwei Kinder: Emmanuel Calmedy Rossetti Dennis (* 1929) und Helen Annie Handford Dennis (* 1932).

## Werke
- Mary Lee, 1922
- Harvest in Poland, 1925
- Declaration of Love: Undiplomatic Correspondence between Paris and Berlin, 1927
- The End of the World, 1930
- Sale by Auction, 1932 (amerikanische Ausgabe: The Red Room)
- Bloody Mary’s, 1934
- Coronation Commentary, 1937
- The Devil and X. Y. Z., 1937 (mit Hilary Saint George Saunders)
- Till Seven, 1957